# Allan Kaprow
Allan Kaprow, född 23 augusti 1927 i Atlantic City, New Jersey, död 5 april 2006 i Encinitas, Kalifornien, var en amerikansk konstnär och teoretiker och en pionjär inom happenings.
Kaprows verk omfattar även assemblage.